# Dopo il banchetto
Dopo il banchetto (宴のあと, Utage no Ato) è un romanzo dello scrittore giapponese Yukio Mishima pubblicato per la prima volta nel 1960.

## Storia
Il romanzo è ispirato al politico Hachirō Arita, che nel secondo dopoguerra era una figura molto nota nel paese. Dopo la sua pubblicazione, avvenuta nel 1960, Arita denumciò Mishima per violazione della privacy. La Corte distrettuale di Tokyo si espresse a favore di Arita nel 1963, con una sentenza che in Giappone fu la prima a riconoscere la tutela del diritto alla riservatezza per una personalità pubblica.

## Trama
Kazu, una donna oramai di mezza età e fino ad allora rimasta irrimediabilmente zitella, è la proprietaria di un ristorante di lusso frequentato spesso anche da molti tra gli uomini politici più in vista del momento. Un giorno incontra Noguchi, ambasciatore sulla via della pensione; la sua forza di carattere e piglio idealista immediatamente attirano le simpatie della donna: iniziano così a frequentarsi ed infine si sposano.
Per Kazu questo matrimonio rappresenta l'ultimo baluardo per difendersi dalla solitudine a cui sembrava destinata, e anche dall'oblio dopo la morte: ora infatti le viene assicurato un posto in una tomba di famiglia relativamente prestigiosa. Da questo punto in poi il romanzo esplora approfonditamente i conflitti che via via esplodono tra i due, persone di carattere e stili di vita radicalmente in antitesi.
Incoraggiato dalla moglie, Noguchi entra in politica, per cercare di attuare almeno parzialmente le idee progressiste da anni coltivate: Kazu si impegna con entusiasmo sempre crescente nella campagna elettorale del marito. Spende milioni di yen per fargli una degna pubblicità, presiede riunioni di lavoro dei simpatizzanti e non esita a far leva sulle sue origini popolari per accattivarsi il cuore degli elettori.
Ma nonostante la messa in ipoteca del ristorante, le risorse finanziarie impiegate si rivelano del tutto insufficienti a contrastare la macchina elettorale dei partiti di destra: Noguchi esce sconfitto e fallisce l'obiettivo che si era prefisso. Il fallimento è tanto più amaro per Kazu, che è stata costretta a vendere il ristorante; insieme decidono di ritirarsi in campagna a vivere come vecchi pensionati.
Ma la donna non riesce a rassegnarsi alla vita sedentaria e monotona che lui le propone, quasi sollevato dal fatto di non esser riuscito a farsi eleggere: Kazu si rivolge così a figure eminenti del partito conservatore nel tentativo di riscattare e riappropriarsi così del ristorante. Noguchi lo viene a sapere e, non accettando il fatto che la moglie possa chiedere aiuto a quelli che son stati fino a ieri i suoi più acerrimi avversari, le impone d'abbandonare i suoi propositi.
Kazu non accetta e sceglie il divorzio: alla fine ha scelto in modo definitivo l'indipendenza accompagnata alla solitudine.

## Edizioni italiane
- Dopo il banchetto, trad. dall'inglese di Livia Livi [dall'edizione americana di Donald Keene], Collana I Narratori, Milano, Feltrinelli, novembre 1964. - Collana UEF, Milano, Feltrinelli, 1982.